# .243 Winchester Super Short Magnum

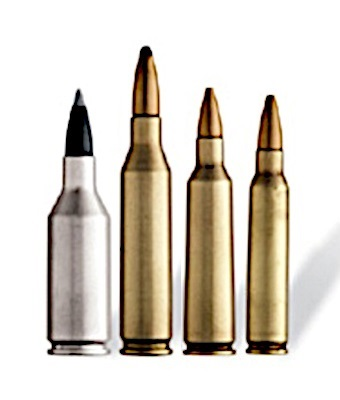
Um cartucho .243 WSSM comparado com o .243 Winchester, o .22-250 e o .223 Remington.

O .243 WSSM (Winchester Super Short Magnum), é um cartucho de fogo central de rifle de calibre .243 criado pela Winchester em 2003. 
Ele usa um estojo de .300 WSM (Winchester Short Magnum) encurtado e com o "pescoço" diminuído para aceitar uma bala de 0,243 pol (6 mm) de diâmetro e é um cartucho de alta velocidade baseado nas filosofias de projeto balístico que se destinam a produzir um alto nível de eficiência. O nome correto para o cartucho, conforme listado pelo Sporting Arms and Ammunition Manufacturers 'Institute (SAAMI), é 243 WSSM, sem a vírgula decimal. A Winchester descontinuou a fabricação de munições 243 WSSM. A partir do primeiro semestre de 2016, a Winchester/Olin fabricou e lançou para venda algumas munições WSSM. O produto é fabricado apenas periodicamente, muitas vezes em intervalos inconsistentes.